# Álvaro de Castro

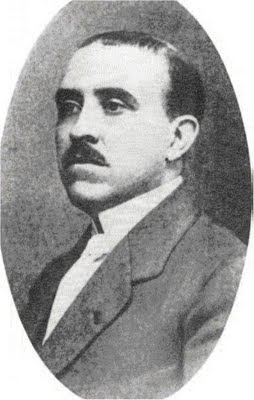
Álvaro de Castro.

Álvaro Xavier de Castro (Guarda, 9 november 1878 - Coimbra, 29 juni 1928) was een Portugees militair en politicus ten tijde van de Eerste Portugese Republiek. Hij was tweemaal premier van zijn land.

## Levensloop
Op 25 januari 1915 pleegde generaal Joaquim Pimenta de Castro een staatsgreep tegen de republiek, ontbond het parlement en richtte de Dictatuur van de Zwaarden op. Op 14 mei 1915 werd na een nieuwe putsch de heerschappij van Pimenta de Castro beëindigd. De putschisten, waaronder Álvaro de Castro, waren een groep jonge, radicaaldemocratische officieren die de Eerste Portugese Republiek wilden herstellen. Een constitutionele junta, waar hij lid van was, nam voorlopig de macht over, om drie dagen later de macht door te geven aan José de Castro, die de nieuwe premier van Portugal werd. Vervolgens was hij tot in 1918 gouverneur-generaal van Mozambique.
Op 11 januari 1919 nam hij deel aan de putsch van Santarém. Op 5 december 1917 hadden opnieuw enkele militairen, onder leiding van Sidónio Pais, na een putsch de macht gegrepen en een autoritaire staat, de zogenaamde Nieuwe Republiek, opgericht. Pais was op 14 december 1918 bij een aanslag om het leven gekomen. Zijn opvolgers, president João do Canto e Castro en premier João Tamagnini de Sousa Barbosa, zetten diens politiek verder, wat voor Álvaro de Castro en de andere deelnemers van de putsch van Santarém de aanleiding was om een staatsgreep te plegen. Hoewel de staatsgreep mislukte, trad premier Tamagnini de Sousa Barbosa op 27 januari 1919 af om de macht door te geven aan de Democratische Partij. Hierdoor keerden in Portugal de grondwetmatige toestanden terug.
Vervolgens richtte Álvaro de Castro de Republikeinse Partij van Nationale Wederopbouw (PRRN) op, een afscheiding van de Liberaal-Republikeinse Partij (PLR) dat op zijn beurt kort voordien ontstaan was ten gevolge van een fusie tussen de evolutionisten en de unionisten. Hijzelf werd de partijleider van de PRRN en ondersteunde daarna de eerste regering van PLR-politicus António Joaquim Granjo. Nadat de Castro zijn steun aan de regering introk, werd hij vervolgens van 20 tot en met 30 november 1920 zelf premier van Portugal. Na tien dagen gaf hij de macht door aan Liberato Ribeiro Pinto van de Democratische Partij, die een van de grootste politieke tegenstanders van Álvaro de Castro was.
Later verenigde hij zijn PRRN met de Liberaal-Republikeinse Unie (ook een afsplitsing van de PLR) en de nationaalrepublikeinen (de oude partij van Sidónio Pais). De nieuwe partijnaam werd PRN (de Republikeins-Nationalistische Partij), waarvan hij de partijvoorzitter was. Van 18 december 1923 tot en met 7 juli 1924 was hij premier van een regering gedomineerd door de PRN.
- Gemeinsame Normdatei: 133902196
- International Standard Name Identifier: 0000 0000 6689 1556
- Library of Congress Control Number: no2015144793
- Virtual International Authority File: 77516952
- WorldCat: E39PBJpDPkgVXYPhwpTGdvWqwC